# Левамлодипін
Левамлодипін (також відомий як Levamlodipine (INN), та S(-)амлодипін) — є фармакологічно активним енантіомером амлодипіну. Амлодипін відноситься до дигідропіридинової групи блокаторів кальцієвих каналів, що використовуються як гіпотензивні та антиангінальні засоби.
У грудні 2019 року левамлодипін отримав схвалення FDA США та представлений на ринку під назвою Conjupri (Burke Therapeutics). Також левамлодипін представлений на ринку України під торговими марками Азомекс (Emcure Pharmaceuticals) та Семлопін (Kusum Healthcare), на ринку Росії під торговою маркою ЭсКорди Кор (Emcure Pharmaceuticals), у Бразилії під торговою маркою Novanlo (Biolab Sanus), а в Індії під торговими марками Eslo (Zuventus Healthcare Ltd.), Asomex (Emcure Pharmaceuticals), та Espin (Intas Pharmaceuticals Ltd.).

## Фармакологічні властивості
Амлодипін блокує трансмембранний приплив кальцію в гладкі м'язи судин і серця, що призводить до розширення судин і, як наслідок, падіння артеріального тиску. Левамлодипін є алостеричним модулятором і діє на L-тип кальцієвих каналів. Дослідження зв'язування рецепторів показали, що з двох форм лише (S)-енантіомер амлодипіну (Левамлодипін) зв'язується з кальцієвими каналами L-типу та блокує їх, тоді як (R)-енантіомер не виявляє активності на цих каналах.
Точні механізми, за допомогою яких левамлодипін полегшує стенокардію, повністю не вивчені, але передбачається, що вони включають наступне:
- Зменшує периферичний опір за рахунок розширення судин артеріол, що призводить до зниження потреби в кисні та споживання енергії гладкими м'язами серця.
- Знижує опір коронарних судин та може призвести до збільшення коронарного кровотоку.[2]

### Фармакокінетика
Прийом левамлодипіну (2.5 мг) у вигляді разової дози, що дає максимальну концентрацію в плазмі (Cmax) від 8.3 до 9.3 нг/мл від 2 до 3 годин (Tmax). Він майже повністю (близько 90%) перетворюється на неактивні метаболіти печінки, при цьому 10% вихідної сполуки та 60% метаболітів виводяться із сечею. Левамлодипін показує приблизно 93% зв'язування з білками плазми у пацієнтів із артеріальною гіпертензією.
Період напіввиведення левамлодипіну 31±13 год.

## Клінічний досвід
Різні клінічні дослідження показали, що левамлодипін має більшу вибірковість і більшу ефективність, ніж (R) - амлодипін. Об'єднані дані трьох порівняльних досліджень, проведених за участю 200 пацієнтів з легкою та помірною артеріальною гіпертензією, показали, що 2,5 мг левамлодипіну за своєю ефективністю зниження артеріального тиску еквівалентні 5 мг амлодипіну, а 5 мг левамлодипіну еквівалентні 10 мг амлодипіну. Середнє зниження систолічного артеріального тиску склало 19±3 мм рт. ст. проти 19±4 мм рт. ст., 20±2 мм рт. ст. проти 19±3 мм рт. ст. та 20±2 мм рт. ст. проти 19±3 мм рт. ст. в положенні стоячи, положення лежачи на спині і сидячи відповідно для левамлодипіну в порівнянні з рацемічним амлодипіном. У дослідженнях також повідомлялося про значне зниження загальних рівнів холестерину та тригліцеридів при прийомі левамлодипіну, чого не спостерігалося при прийомі амлодипіну.
Ефективність та безпека левамлодипіну (2,5 мг один раз на добу) оцінювалася у пацієнтів із ізольованою систолічною гіпертензією. Левамлодипін ефективно знижував систолічний артеріальний тиск (середнє зниження на 22 ± 14 мм рт. ст.), при всіх ступенях ізольованої систолічної гіпертензії. Через 28 днів лікування загальний відсоток тих, хто відповів, склав 73%. Він значно знизив систолічний та діастолічний АТ протягом 4 тижнів з частотою відповіді 96,5%.
Літні пацієнти з артеріальною гіпертензією та цукровим діабетом демонструють більш високу відповідь на терапію левамлодипіном, ніж пацієнти, які не страждають на діабет. Левамлодипін є ефективними ліками для літніх пацієнтів, у яких спостерігається набряк та інші побічні ефекти при прийомі рацемічного амлодипіну.

## Безпека та переносимість
Використання рацемічного амлодипіну зазвичай пов'язане з побічними ефектами, такими як периферичний набряк, головний біль, запаморочення, почервоніння та біль у животі. Контрольовані клінічні випробування показали, що левамлодипін рідко спричинює ці побічні ефекти. Контрольоване клінічне дослідження левамлодипіну у пацієнтів з порушенням функції печінки та нирок не проводилося. Клінічні дослідження у пацієнтів із нормальною функцією печінки показали, що при застосуванні левамлодипіну не спостерігається підвищення печінкових ферментів. Однак слід дотримуватися обережності при призначенні левамлодипіну таким пацієнтам.
У дослідженні постмаркетингового спостереження було виявлено, що левамлодипін (2,5 мг/5 мг) добре переноситься у пацієнтів з артеріальною гіпертензією у кількості 1859 осіб. 314 пацієнтів, які повідомили про периферичні набряки при застосуванні традиційного амлодипіну, було переведено на левамлодипін, і через 4 тижні набряк зник у 310 пацієнтів (98,72%). Тільки у 4 пацієнтів зберігався набряк. Тільки 30 пацієнтів (з 1859) повідомили про побічні ефекти. Ці побічні ефекти включали запаморочення, тахікардію, кашель, головний біль, гарячку, легке утруднення дихання і набряк. Небажані явища мали помірний характер, про серйозні небажані явища не повідомлялося.